# Curb Your Enthusiasm
Curb Your Enthusiasm, under en period kallat Simma lugnt, Larry!, är en amerikansk TV-serie skapad av Larry David och producerad av HBO. 
Serien började som en entimmes "HBO-special" i form av en låtsasdokumentär om hur Larry David förbereder sin comeback som ståuppkomiker. Programmet sändes 1999 och var inte tänkt att få någon fortsättning. Dock blev mottagandet bland både kritiker och publik mycket positivt och arbetet sattes igång med att utveckla det hela till en serie som följer David i hans liv som halvt pensionerad manusförfattare i Los Angeles. Första avsnittet sändes 15 oktober 2000. Serien sändes sedan i åtta raka säsonger fram till 2011 då det tog en paus och återkom för en nionde säsong först 2017. Den tionde och elfte säsongen sändes 2021–2022 och 2022 stod det klart att serien fått kontrakt på den tolfte säsong. Den tolfte säsongen, med premiär februari 2024, var seriens sista.

## Handling
Larry David spelar huvudrollen som en delvis fiktiv version av sig själv. Seriens handling är löst baserad på hans verkliga liv, en bekymmerslös tillvaro i Los Angeles som före detta manusförfattare till Seinfeld och mångmiljonär. Liksom Seinfeld handlar Curb Your Enthusiasm om det vardagliga livet, i synnerhet alla märkliga situationer som kan uppstå i vardagen. Larry David tycks hamna i absurda och obekväma situationer mest hela tiden; han retar oavsiktligt upp folk genom att säga ogenomtänkta saker, han lyckas få obetydliga småsaker att leda till stora problem och han faller ofta offer för slumpen och olyckliga sammanträffanden. Men trots att Larry har otur med de små sakerna i livet har han framgång med mycket annat: han är rik, har ett stort hus vid havet, en kärleksfull och tålmodig fru (spelad av Cheryl Hines) – som dock senare skiljer sig från honom – berömda vänner och en duktig manager (spelad av Jeff Garlin).

## Om TV-serien
Serien är filmad med handkamera och utan speciell ljussättning vilket ger den en dokumentärfilm känsla. Till detta bidrar också att mycket av dialogen är improviserad. Språket är heller inte censurerat och det förekommer en hel del svordomar vilket förstärker känslan av autenticitet.
Det har medverkat många gästskådespelare i serien, bland andra Richard Lewis, Ted Danson, Mel Brooks, Ben Stiller och Seinfeld-stjärnorna Jerry Seinfeld, Julia Louis-Dreyfus, Jason Alexander och Michael Richards. I sista avsnittet av säsong 5 gästspelade Sacha Baron Cohen och Dustin Hoffman som ledsagare i himlen.
År 2003 vann serien en Golden Globe för bästa tv-komediserie och 2004 vann Larry David en Emmy Award för sin roll i serien. Serien har blivit nominerad till 51 Primetime Emmy Awards.

## Roller i urval
- Larry David – delvis fiktiv version av sig själv
- Jeff Garlin – Jeff Greene
- Cheryl Hines – Cheryl David
- Susie Essman – Susie Greene
- J. B. Smoove – Leon Black
- Richard Lewis – delvis fiktiv version av sig själv
- Ted Danson  – delvis fiktiv version av sig själv
- Ashly Holloway – Sammi Greene
- Shelley Berman – Nat David
- Bob Einstein – Marty Funkhouser

## Avsnitt
| Säsong  | Avsnitt | Första sändningsdatum |
| ------- | ------- | --------------------- |
| Special | --      | 17 oktober 1999       |
| 1       | 10      | 15 oktober 2000       |
| 2       | 10      | 23 september 2001     |
| 3       | 10      | 15 september 2002     |
| 4       | 10      | 4 januari 2004        |
| 5       | 10      | 25 september 2005     |
| 6       | 10      | 9 september 2007      |
| 7       | 10      | 20 september 2009     |
| 8       | 10      | 10 juli 2011          |
| 9       | 10      | 1 oktober 2017        |
| 10      | 10      | 19 januari 2020       |
| 11      | 10      | 21 oktober 2021       |

## Kuriosa
- I den första svenska DVD-utgåvan av serien är titeln felstavad som Simma lungt, Larry![6]